# 苏·亨德里克森
苏·亨德里克森（英語：Sue Hendrickson，1949年12月2日—）是一位美国女古生物学家。在世界发现有很多重要化石。1990年8月12日，她在美国南达科他州发现了世界上现存最大，保存最完整的一具雷克斯暴龙化石——苏。